# Fluoryt

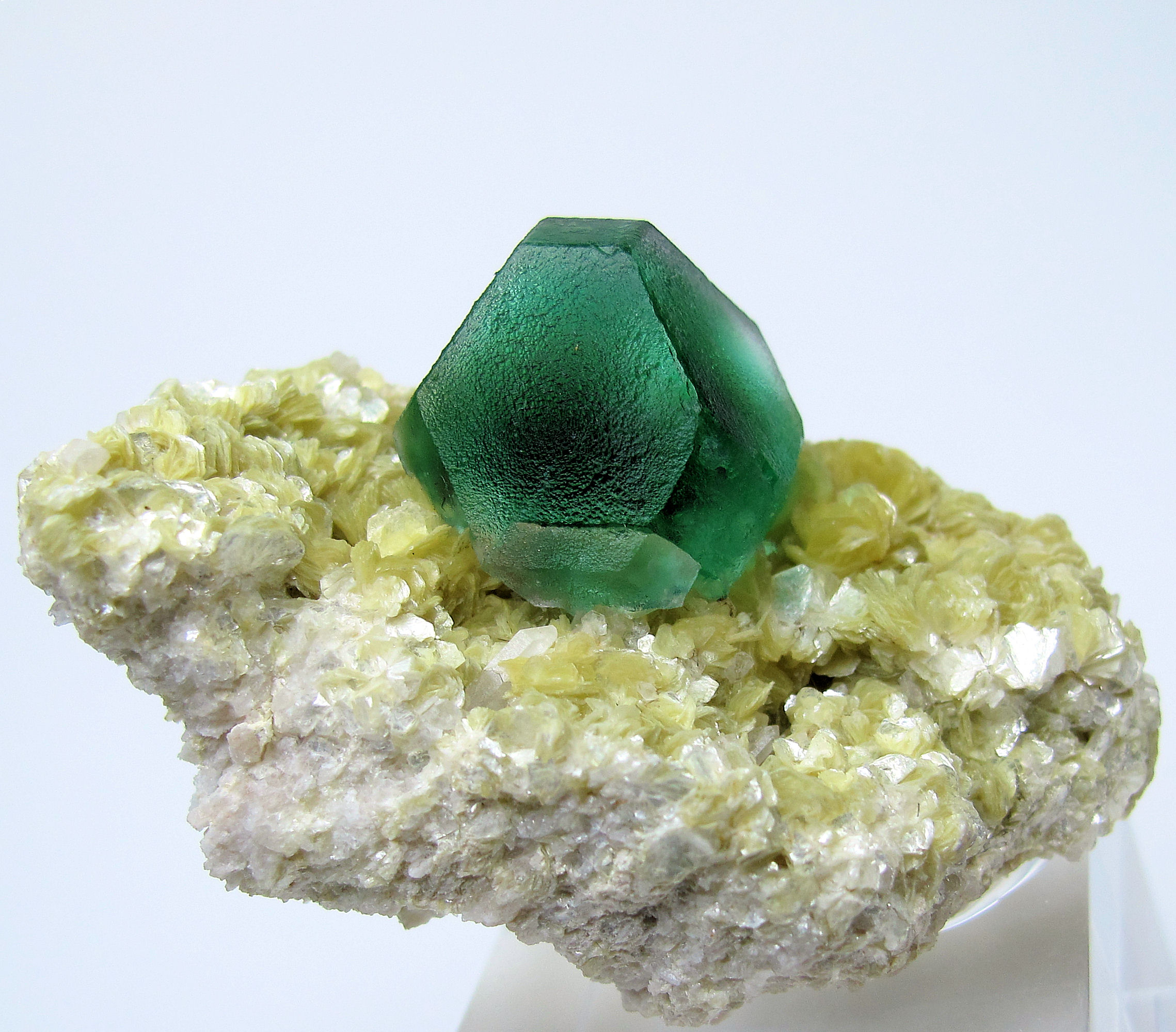
Monokryształ fluorytu z Namibii

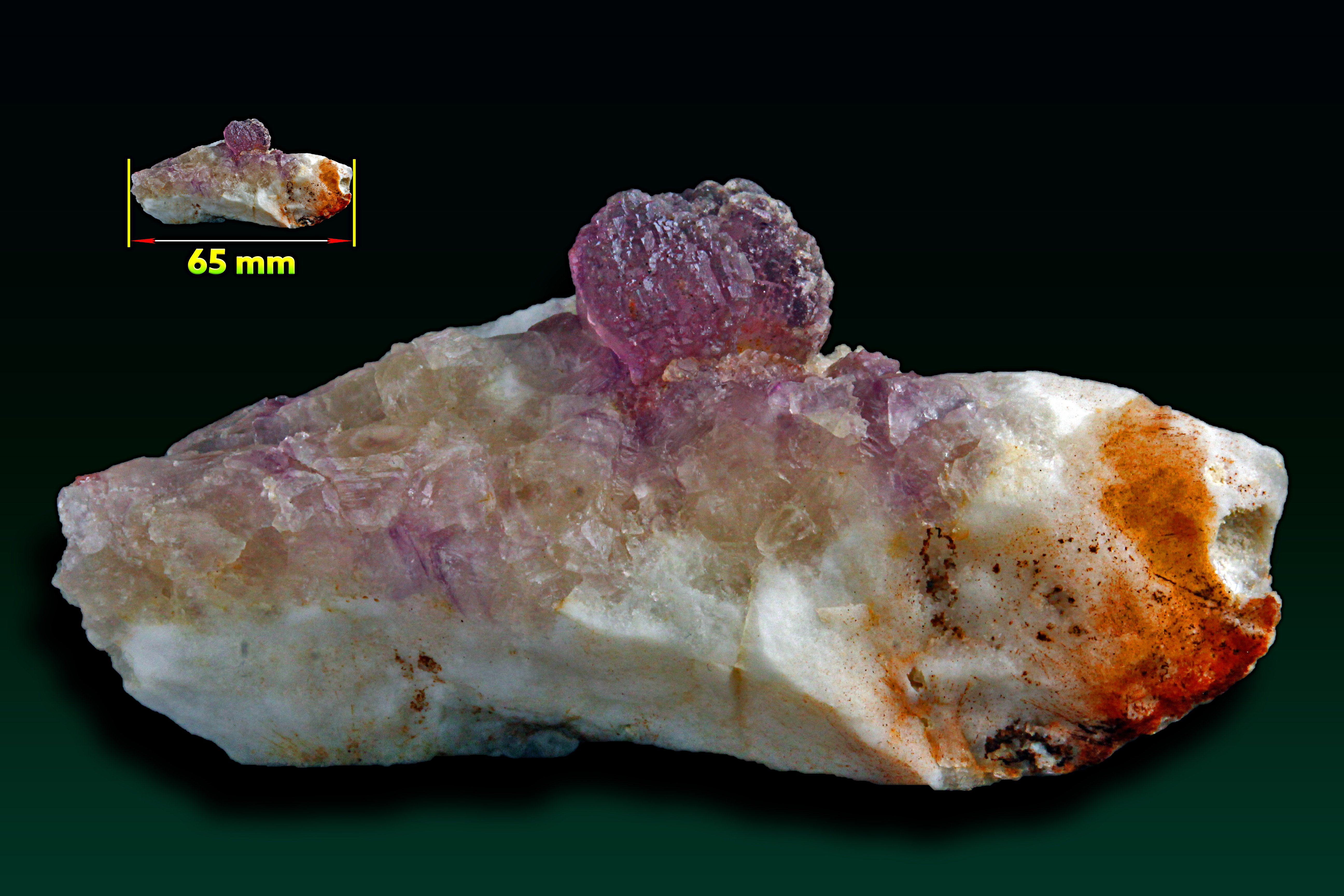
Fluoryt na kwarcu – Lupita Mine, Rodeo, Durango, Meksyk.

Fluoryt – szeroko rozpowszechniony minerał z gromady halogenków.
Nazwa pochodzi od łac. fluere = płynąć, z powodu zdolności tego minerału do obniżania temperatur topnienia szeregu innych minerałów (zastosowanie fluorytu jako topnika opisał w roku 1529 Georgius Agricola). Od jego nazwy pochodzi nazwa pierwiastka chemicznego – fluoru – oraz zjawiska fluorescencji.

## Właściwości

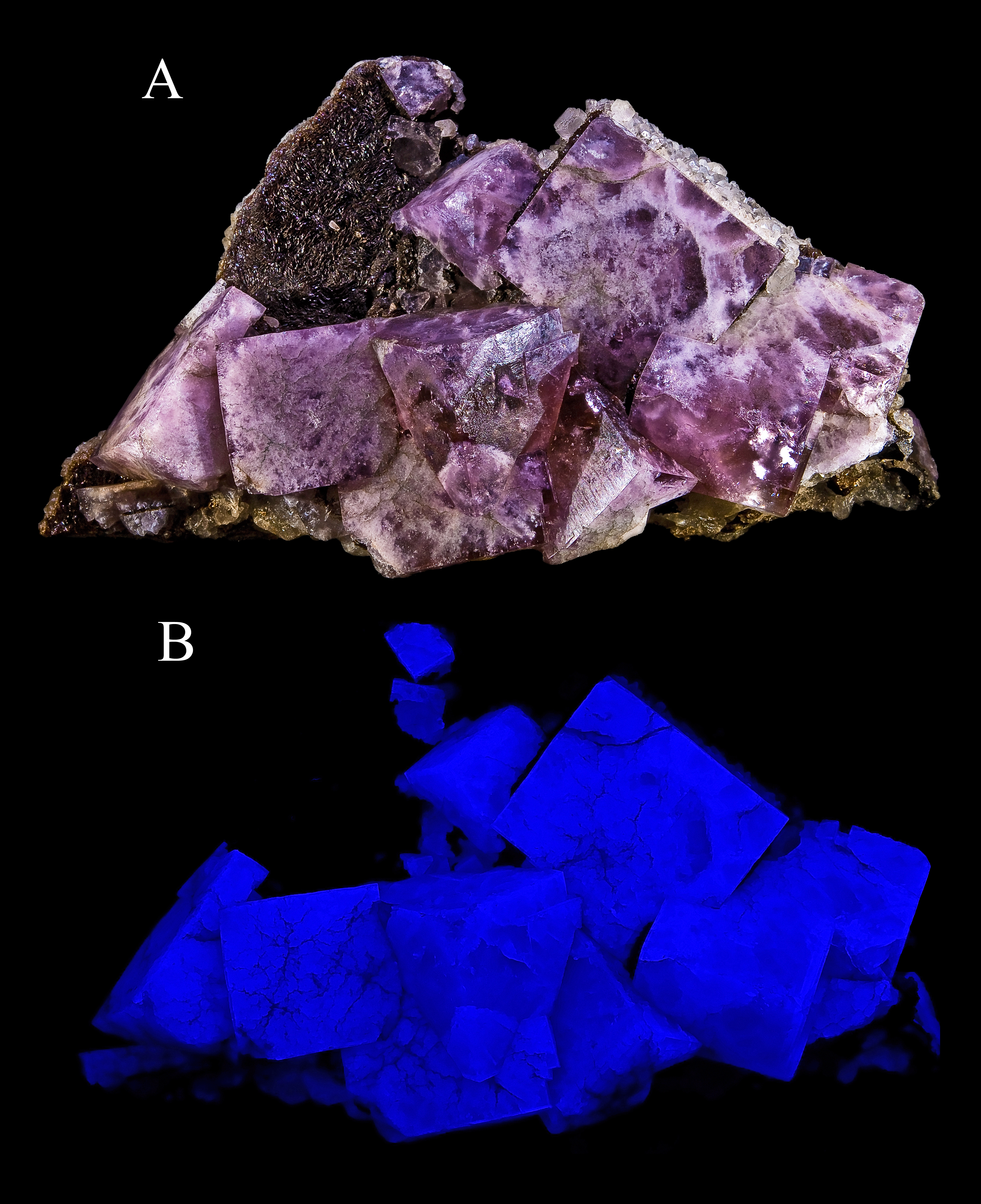
Świecenie fluorytu poddanego działaniu promieni UV

Tworzy sześcienne lub ośmiościenne kryształy, osiągające niekiedy duże rozmiary. Często występuje w postaci bliźniaków krzyżowych. Często tworzy naloty, naskorupienia i żyły.
Ładne kryształy występują zazwyczaj w druzach w formie szczotek krystalicznych. W czystej formie jest bezbarwny; w przyrodzie jest zabarwiony na najróżniejsze kolory – od żółtego, różowego, zielonego i niebieskiego aż po czarny. Niekiedy wykazuje barwne wstęgowanie podobne do agatu.
Wiele próbek fluorytu wykazuje fluorescencję w świetle UV.

## Występowanie
Występuje głównie w formie żył hydrotermalnych, gdzie zazwyczaj występuje razem z minerałami kruszcowymi ołowiu, cynku i srebra, oraz w pegmatytach i skałach osadowych. Spotykany w skałach magmowych.
Miejsca występowania:
- Wielka Brytania – wyjątkowo piękne, zielone lub fioletowe sześcienne kryształy.
- Kanada – Thuder Bay (niezwykłe kryształy występują razem z ametystem).
- USA – Illinois.
- Niemcy – Rudawy (kryształy miodowożółte).
- Szwajcaria – Masyw Gothard.
- Włochy – Tyrol i Sardynia.
- W Polsce fluoryt jest spotykany w okolicach Kletna (w Masywie Śnieżnika), Górach Kaczawskich, w Górach Izerskich i na Pogórzu Izerskim.

## Zastosowanie
- jest stosowany w przemyśle szklarskim
- do produkcji kwasu fluorowodorowego i wyrobu tworzyw sztucznych
- w przemyśle ceramicznym
- w przemyśle chemicznym (produkcja emalii)
- w przemyśle optycznym (produkcja soczewek)
- w przemyśle metalurgicznym – jako topnik (produkcja aluminium)
- ma duże znaczenie naukowe i kolekcjonerskie
- niekiedy bywa stosowany jako kamień jubilerski lub ozdobny
- służy jako materiał rzeźbiarski.

## Struktura

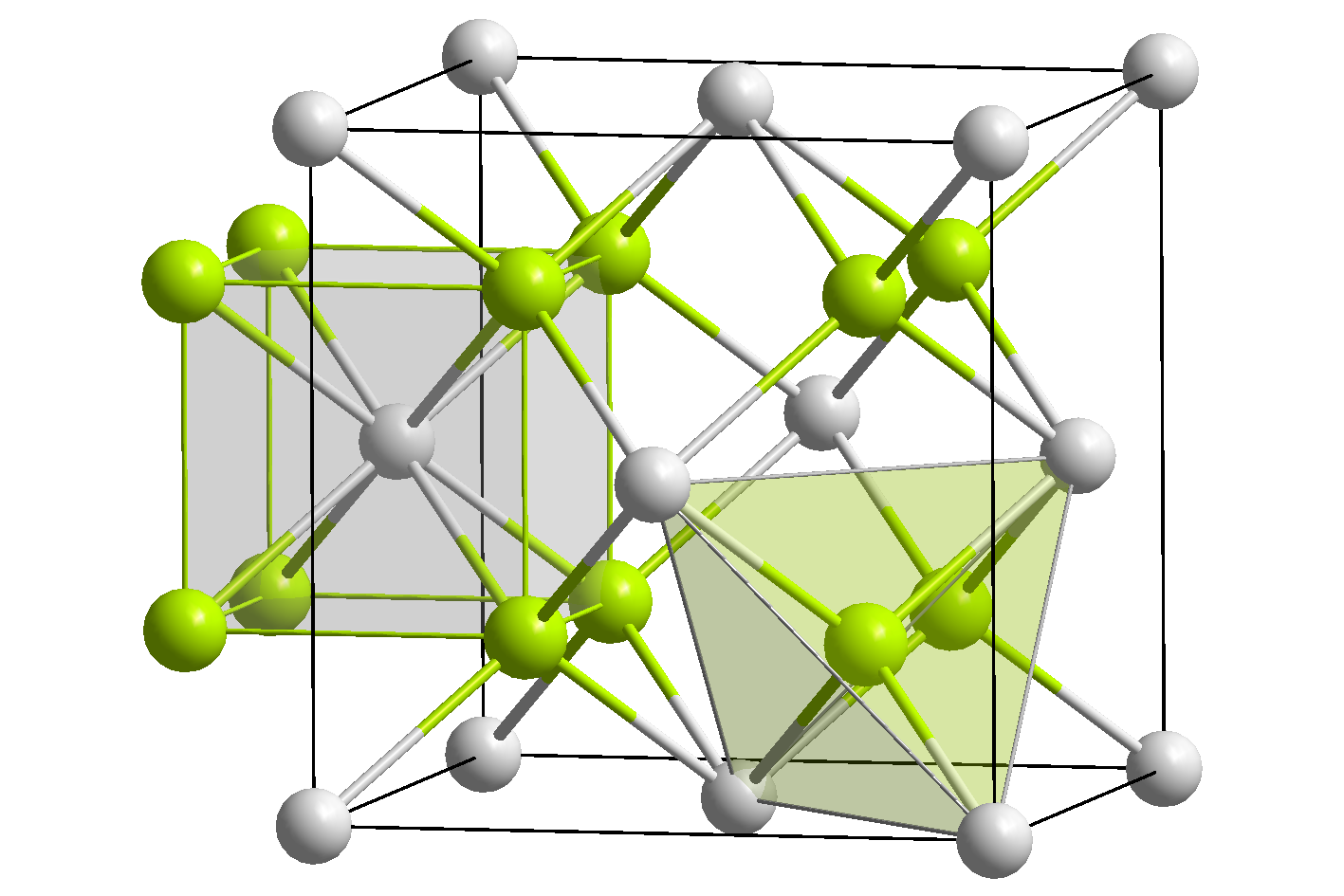
Struktura CaF2 z zaznaczeniem wielościanów koordynacyjnych. Szary: Ca(2+) (liczba koordynacyjna 8), zielony: F- (l.k. 4). Zbliżoną układ atomów mają inne kryształy MX2 o strukturze fluorytu (zielony: aniony X, szary: kationy M). W przypadku związków M2X o strukturze antyfluorytu układ kationów i anionów jest odwrotny: (szary: aniony X, zielony: kationy M)

Fluoryt tworzy kryształy w układzie regularnym ściennie centrowanym (fcc), w których liczba koordynacyjna jonów wapnia wynosi 8, a jonów fluoru 4. Sieć krystaliczna fluorytu jest wykorzystywana jako struktura odniesienia w krystalografii do opisywania kryształów związków jonowych typu MX
2. Strukturę fluorytu mają np. SrF
2, BaF
2, CdF
2, HgF
2, PbF
2, ZrF
2, HfF
2, ZrO
2, CeO
2, ThO
2, HfO
2, PrO
2, PaO
2, UO
2 i PuO
2. Struktury związków o wzorze M
2X i budowie „odwrotnej” do fluorytu, tj. których miejsca kationów i anionów (oraz ich liczby koordynacyjne) są zamienione, noszą nazwę „struktury antyfluorytu”. Przykłady takich związków to Be
2C, Li
2O, Na
2O, K
2O, Rb
2O, Li
2S, Na
2S, Li
2Se i Na
2Se.